# مزرعه شهری
مزارع شهری معمولاً پروژه‌های راه‌اندازی شده توسط اجتماع در مناطق شهری هستند که شامل تعامل با مردم و کار با حیوانات و گیاهان است. هدف آن‌ها بهبود روابط اجتماعی و ارائه آگاهی کشاورزی و کشاورزی به افرادی است که در آن مناطق ساخته شده زندگی می‌کنند.
آنها در اندازه از قطعات کوچک در شهرک‌های مسکونی به مزرعه‌های بزرگتر تغییر می‌کنند که چندین هکتار را تصرف می‌کنند. تخمین می‌زند که بیش از سه میلیون نفر مزرعه‌های شهری را هر سال بازدید می‌کنند و حدود نیم میلیون بر روی آن‌ها به صورت دواطلبانه کار می‌کنند. اگرچه برخی از مزارع شهری به کارکنان حقوق می‌دهد، بیشتر آن‌ها به شدت به کارگران داوطلب وابسته است و برخی از آن‌ها تنها توسط داوطلبان انجام می‌شود. دیگران به عنوان مشارکت با مقامات محلی کار می‌کنند. در لندن مزارع شهری هم‌اکنون دارای یک شو دانشکده کشاورزی به نام کپل مانور در هر سپتامبر می‌باشد.
مزرعه شهری هم چنین بهمزرعه شهری یک مزرعه زیست فشرده سه چهارم هکتاری در سمت جنوب استان رود آیلند اشاره دارد. این یک المان از اعتماد سرزمین جامعه جنوبی است. در مزرعه شهری، محصولات هم برای کمک مالی به سازمان‌های خیریه محلی و هم برای فروش در بازارهای کشاورزان محلی پرورش داده می‌شود. مزرعه شهری هم چنین محلی است که گروه کودکان از منطقه مشیت بزرگ برای تحصیل در رشته کشاورزی محلی ارگانیک می‌آیند.

## منظور و اهداف
مزارع شهری می‌توانند به ساکنان شهری اجازه دهند تا با حیوانات مزرعه و محصولات تعامل کنند. برای برخی از افرادی که ممکن است هیچ‌گاه یک مزرعه روستایی را بازدید نکنند این شانسی برای مشاهده نحوه بزرگ شدن حیوانات مزرعه و ارتباط بین کشاورزی و غذا فراهم می‌کند. آن‌ها بر روی فعالیت‌های آموزشی، محیط زیست و فعالیت‌های حفاظتی تمرکز می‌کنند.

## تاریخچه
در طول سال‌های ۱۹۶۰تعدادی از باغ هایانجمن در انگلستان تأسیس شد که تحت تأثیر جنبش انجمن باغ در ایالات متحده بود. اولین مزرعه شهری تا در سال ۱۹۷۲ در شهر Kentish، لندن راه‌اندازی شد. این شامل حیوانات مزرعه با فضای باغبانی بود، علاوه بر این با الهام از مزارع کودکان در هلند تأسیس شده بود. مزارع دیگر شهری در سراسر لندن دنبال شد و در حال حاضر بیش از شصت مزارع شهری در انگلستان وجود دارد. در استرالیا، چندین مزارع شهری در مرکز شهرستانهای مختلف وجود دارد. در ملبورن در سال ۱۹۷۹ مزرعه کودکان کالینگوود در مزارع حوزه میراث (Abbotsford (APHF تأسیس شد، قدیمی‌ترین زمین به‌طور مستمر در ویکتوریا، پرورشی از سال ۱۸۳۸ پرورش یافت.

## مفاهیم مشابه
همچنین در اطراف یک هزار انجمن باغ و هفتاد و پنج مدرسه مزرعه در بریتانیا وجود دارد. همراه با مزارع شهرستان آن‌ها توسط فدراسیون مزارع شهر و انجمن باغ نشان داده شده‌است. دسترسی به طرح مزرعه هایک پروژه برایفعال کردن دسترسی به مزارع آموزشیاست. سهام‌ها نیز فضای کشاورزیبرای افراد و گروه‌ها در مناطق شهری فراهم می‌کنند.